# Le verdi scarpette d'Irlanda
Le verdi scarpette d'Irlanda (The Wearing of the Grin) è un film del 1951 diretto da Chuck Jones. È un cortometraggio d'animazione della serie Looney Tunes, uscito negli Stati Uniti il 14 luglio 1951. È l'ultimo cortometraggio ad avere Porky Pig come protagonista assoluto. Il titolo originale si riferisce a "The Wearing of the Green", una vecchia ballata irlandese, mentre le scarpette verdi sono ispirate alla fiaba di Hans Christian Andersen "Le scarpette rosse".

## Trama
In una notte di tempesta mentre si sta recando a Dublino, Porky chiede alloggio in un castello vicino, ma il custode gli dice che nessuno abita il posto tranne lui e i leprechaun. Porky si fa beffe del custode e gli dice di portare i suoi bagagli in una stanza, quindi sbatte il portone d'ingresso facendosi cadere una mazza in testa, che gli fa perdere conoscenza. A quel punto, il custode si rivela essere una coppia di folletti travestiti da essere umano. O'Pat è molto calmo, mentre O'Mike si innervosisce subito per paura che Porky sia alla ricerca della loro pentola d'oro. O'Pat, essendo il "capo", convince il suo partner che sa come trattare con il maiale.
Quando Porky si sveglia, viene portato in una stanza dal custode "riunito" che, durante il breve cammino verso la stanza, si divide nuovamente in due. Quando se ne rende conto, Porky capisce di essere in presenza di due leprechaun e, terrorizzato, si nasconde nel letto. Il letto si chiude nel muro e Porky viene lasciato cadere da un condotto tortuoso fino a quando non atterra in un'aula di tribunale. Qui i leprechaun lo accusano di aver tentato di rubare la pentola d'oro, e lo condannano a indossare le scarpette verdi.
Porky si rende presto conto che le scarpette sono maledette, poiché lo obbligano a danzare una frenetica giga irlandese. Porky arriva danzando in un paesaggio da incubo pieno di icone irlandesi; qui riesce a togliersi le scarpe, ma esse lo inseguono fino a quando non riescono a farsi indossare nuovamente e lo fanno cadere in una pentola d'oro fuso. A questo punto, Porky si sveglia nel punto in cui era caduto dopo essere stato colpito dalla mazza, con il custode davanti a lui. Ricordando tutto, Porky si appende urlando a uno dei pali che reggevano la mazza. Il custode cerca di calmarlo e lo convince a scendere, ma Porky, spaventato e disorientato, afferra le sue borse e scappa dal castello. Mentre il custode lo guarda correre, stringe la mano alla sua metà inferiore (O'Mike).

## Distribuzione

### Edizione italiana
Il corto arrivò in Italia direttamente in televisione negli anni ottanta. Il doppiaggio fu eseguito dalla Effe Elle Due e diretto da Franco Latini su dialoghi di Maria Pinto, i quali in buona parte ignorano gli originali. Inoltre i leprechaun vengono chiamati Hugh e Mike, e Porky viene condannato ad essere "spedito nella terra dei trifogli". Nella VHS Porky Pig's Screwball Comedies, tuttavia, il corto fu incluso in inglese. Fu ridoppiato nel 1999 dalla Angriservices Edizioni, sotto la direzione di Renzo Stacchi, per l'inclusione nella VHS Pacco a sorpresa!. Questa edizione presenta dei dialoghi più corretti ad opera di Giorgio Tausani, ma i leprechaun vengono chiamati elfi, mentre nel primo doppiaggio venivano definiti più correttamente folletti. In DVD fu utilizzato il primo doppiaggio.

### Edizioni home video

#### VHS
America del Nord
- Porky Pig's Screwball Comedies (1985)

Italia
- Porky Pig's Screwball Comedies (1986)
- Pacco a sorpresa! (1999)

#### Laserdisc
- Looney Tunes After Dark (2 marzo 1993)

#### DVD
Il corto fu pubblicato in DVD-Video in America del Nord nel secondo disco della raccolta Looney Tunes Golden Collection: Volume 1 (intitolato Best of Daffy & Porky) distribuita il 28 ottobre 2003, dove è visibile anche con un commento audio di Michael Barrier; il DVD fu pubblicato in Italia il 2 dicembre 2003 nella collana Looney Tunes Collection, col titolo Daffy Duck & Porky Pig. In Italia è stato incluso anche nel DVD Il tuo simpatico amico Porky Pig, uscito il 2 dicembre 2009.